# Gewone groenworm
De gewone groenworm (Marenzelleria viridis) is een borstelworm uit de familie Spionidae. Het lichaam van de worm bestaat uit een kop, een cilindrisch, gesegmenteerd lichaam en een staartstukje. De kop bestaat uit een prostomium (gedeelte voor de mondopening) en een peristomium (gedeelte rond de mond) en draagt gepaarde aanhangsels (palpen, antennen en cirri). Marenzelleria viridis werd in 1873, als Scolecolepis viridis, voor het eerst wetenschappelijk beschreven door Verrill.

## Verspreiding
De gewone groenworm heeft zich snel verspreid over West-Europa, waar het voornamelijk in brakke wateren leeft. In Nederland werd hij voor het eerst gevonden in 1983 in de monding van de Eems en enkele jaren later in de Nederlandse Delta. Tegenwoordig is het een wijdverspreide en veel voorkomende soort die waarschijnlijk een duidelijke impact heeft op het plaatselijke ecosysteem.